# La profecía del lago
La profecía del lago fue una película muda boliviana dirigida por José María Velasco Maidana completada en 1925, pero que no llegó a estrenarse.
Fue la primera película de Velasco Maidana y habría sido el segundo largometraje de ficción realizado en Bolivia, justo después de Corazón Aymara (1925) de Pedro Sambarino. Ambientada en la Bolivia contemporánea, era una historia de amor entre Diego, un hombre aymara, y Samina, la hija de un terrateniente blanco. Su estreno estaba previsto para el 28 de julio, pero fue censurado y cancelado por las autoridades, debido a su "crítica social" (destacando la condición de los indígenas bolivianos) y la controvertida idea de que una mujer blanca se enamore de un indígena. El gobierno ordenó a Velasco Maidana entregar la película para quemarla; En una entrevista de 1979, el director y su esposa recordaron que amenazó con quemarse junto con su obra. Logró esconderlo en las paredes de su casa.
Velasco Maidana dirigió después Wara Wara (1930), la cual fue aceptada por los censores porque invirtió los roles de género y trasladó la ambientación al siglo XVI, retratando el amor de un conquistador por una princesa inca. La profecía del lago es una película perdida, ya que no existen copias conocidas de la misma; Wara Wara es la única obra conocida que se conserva de la era del cine mudo en Bolivia.